# Agência de promoção de investimentos
Uma agência de promoção de investimentos, conhecida pela sigla em inglês IPA, é frequentemente uma agência governamental (ou ocasionalmente uma organização sem fins lucrativos que funciona de forma similar a uma câmara de comércio ou a uma corporação para consultoria sobre negócios) cuja missão é atrair investimentos para um país, estado, região ou cidade. Geralmente, as agências de promoção de investimentos possuem quatro funções essenciais: construção da imagem do país como destino do IED, geração de investimentos, gestão de projetos e acompanhamento de projetos (“aftercare”). Algumas agências possuem funções adicionais para a promoção de investimentos em países onde o clima de investimentos não é favorável.
As agências de promoção de investimentos atuam apresentando investidores aos fornecedores de matéria-prima, fornecendo dados estatísticos úteis para e dados de negócios como indicadores macroeconômicos (PNB, PIB, IDH, inflação, etc.), produtividade no trabalho, salário médio, setores atrativos da economia doméstica e na proposta de incentivos a investimentos que a cidade, estado ou país pode oferecer para investidores estrangeiros (empresas ou indivíduos).